# Brûlain
Brûlain – miejscowość i gmina we Francji, w regionie Nowa Akwitania, w departamencie Deux-Sèvres.
Według danych na rok 1990 gminę zamieszkiwały 563 osoby, a gęstość zaludnienia wynosiła 23 osób/km² (wśród 1467 gmin regionu Poitou-Charentes Brûlain plasuje się na 510. miejscu pod względem liczby ludności, natomiast pod względem powierzchni na miejscu 270.).